# Frank Keutsch
Frank N. Keutsch (* 1971 in Tübingen) ist ein deutscher Chemiker.

## Leben
Ab 1992 studierte Keutsch mit einem Stipendium der Studienstiftung des deutschen Volkes Chemie bei Wladimir E. Bondybey in München. Nach seinem Diplom 1997 wechselte Keutsch an die University of California at Berkeley, wo er 2001 seinen Ph.D. in Physikalischer Chemie abschloss. Sein Doktorvater war Richard J. Saykally. Anschließend ging Keutsch als Postdoc an die Harvard University, wo er unter der Leitung von James G. Anderson an der Chemie der Stratosphäre forschte. Seine eigenständige akademische Karriere begann Keutsch 2005 als Assistant Professor an der University of Wisconsin-Madison. Schließlich folgte er dem Ruf auf die Stonington-Professur für Ingenieurwesen und Wissenschaft der Atmosphäre in Harvard.

„Solar Geoengineering lässt sich gut mit Schmerzmitteln vergleichen: Sie sind Fremdsubstanzen im Körper, die man nimmt, wenn der Leidensdruck groß genug ist. Sie bekämpfen nur die Symptome, nie die Ursachen. Und sie haben Nebenwirkungen. Man kann sich vergiften und davon abhängig werden. Es ist aber gefährlich, den Schmerz wegzunehmen, weil man ihn dann nicht mehr merkt und sich nicht mehr um das eigentliche Problem kümmert. Beim Geoengineering ist es genauso.“

## Preise und Auszeichnungen
(Aster Kammrath, die als PostDoc in seiner Gruppe arbeitete, gewann 2009 eines der mit 60.000 US$ dotierten L’Oréal USA Fellowships.)
- 2006: Camille and Henry Dreyfus Award Postdoctoral Program in Environmental Chemistry
- 2006: Favorite Instructor Fall 2006 from Ogg and Elizabeth Waters Halls
- 2005: Camille and Henry Dreyfus New Faculty Award